# Saint-Quay-Perros
Saint-Quay-Perros település Franciaországban, Côtes-d’Armor megyében. Lakosainak száma 1289 fő (2022. január 1.). Saint-Quay-Perros Lannion, Louannec és Perros-Guirec községekkel határos.

## Népesség
A település népessége az elmúlt években az alábbi módon változott:
| Lakosok száma | 569  | 1066 | 1375 | 1447 | 1364 | 1316 | 1303 | 1290 | 1289 | 1289 |
|               | 1968 | 1982 | 1990 | 2006 | 2013 | 2015 | 2017 | 2019 | 2020 | 2022 |